# Церква святого архистратига Михаїла (Станківці)
Церква святого Івана Богослова в Станківцях — дерев'яний греко-католицький храм у селі Станківцях Витвицької громади Калуського району Івано-Франківської области. Пам'ятка архітектури місцевого значення.

## Історія
Дерев'яна церква була побудована в 1830 році.
Храм належав до парафії сусіднього села Церковна.
Кількість вірян: 1832 — 139, 1844 — 257, 1854 — 226, 1864 — 300, 1874 — 254, 1884 — 257, 1894 — 241, 1904 — 332, 1914 — 300, 1924 — 309, 1936 — 435.

## Парохи
- о. Іван Заревиць (1831—[1832], адміністратор)[2]
- о. Лука Сокало ([1836]—1839, адміністратор)[2]
- о. Антін Бресинський (1839—1846)[2]
- о. Йосиф Ганкевич (1846—1848)[2]
- о. Сильвестр Богачевський (1848—1850+)[2]
- о. Омелян Мацилинський (1850—1852)[2]
- о. Іван Дем'яновський (1852—1870+)[2]
- о. Антін Варивода (1870—1871)[2]
- о. Стефан Коблянський (1871—1872, адміністратор)[2]
- о. Юліан Соневицький (1872—1889+)[2]
- о. Іван Кризановський (1889—1890, адміністратор)[2]
- о. невідомий (1890—1894)[2]
- о. Костянтин Целевиць (1894—1895, адміністратор)[2]
- о. Йосип Бабій (1895—1917+)[2]
- о. Костянтин Стайден (1917—1925, адміністратор)[2]
- о. Володимир Свистун (1925—1929)[2]
- о. Богдан Литвин (1929—1931, адміністратор)[2]
- о. Діонісій Лукасевич (1931—1936, адміністратор)[2]
- о. Ярослав Левицький (1936—1940, адміністратор)[2]
- о. Зиновій Каленюк (1940-[1944])[2]
- о. Ростислав Какапич — нині[3].